# Adamičeva cesta, Grosuplje
Adamičeva cesta je glavna cesta v Grosupljem.

## Zgodovina
Današnja cesta poteka po trasi rimske ceste, ki je potekala iz Akvileje (Oglej) preko Emone (Ljubljana) v Siscio (Sisak) ter tako je predstavljala glavno cestno povezavo med Ljubljano in Novim mestom.
Prvotno je bila cesta imenovana Velika cesta, a jo je Skupščina Občine Grosuplje leta 1967 preimenovala v Adamičevo cesto, po pisatelju Luisu Adamiču.

## Urbanizem
Cesta poteka od stika s Brvacemi, nato pa preide v regionalno cesto.
Na cesto se (od vzhoda proti zahodu) povezujejo: Gasilska, Pri mostu, na Krko, Obrtniška, Hribska pot, Ljubljanska, Partizanska, Trubarjeva, Kolodvorska, Taborska in Kadunčeva (3x).
Cesta ima dve krožišči in prečka Grosupeljščico.